# Смородина ледяная
Сморо́дина ледяна́я (лат. Ribes glaciale) — кустарник, вид растений рода Смородина (Ribes) семейства Крыжовниковые (Grossulariaceae).

## Ареал
Произрастает в Китае, Бутане, Индии, Непале и Пакистане.

## Ботаническое описание
Высокий (до 5 метров высотой) кустарник с красноватыми, гладкими или слегка опушёнными побегами.
Листья округлые или яйцевидные в очертании, диаметром до 6 см, 3—5-лопастные, с зубчатым краем. Средняя лопасть заострённая, длиннее боковых. Листовая пластинка голая или слегка железисто-щетинистая. Черешки длиной 1—2 см, розоватые.
Двудомное растение. Мужские кисти длиной 2—5 см, с 10—30 цветками, женские более короткие (до 3 см), с 4—10 цветками. Ось соцветия и цветоножки опушённые. Цветки коричнево-пурпурные, чашевидные. Цветёт смородина ледяная в апреле—июне.
Плоды — красные ягоды диаметром 5—7 мм, шарообразной или обратнояйцевидной формы, без опушения, кислые на вкус. Созервают с июля по сентябрь.
Смородина ледяная растёт в лесах горных долин, на горных склонах и скалах на высоте 1900-3000 метров над уровнем моря.